# Lophura diardi

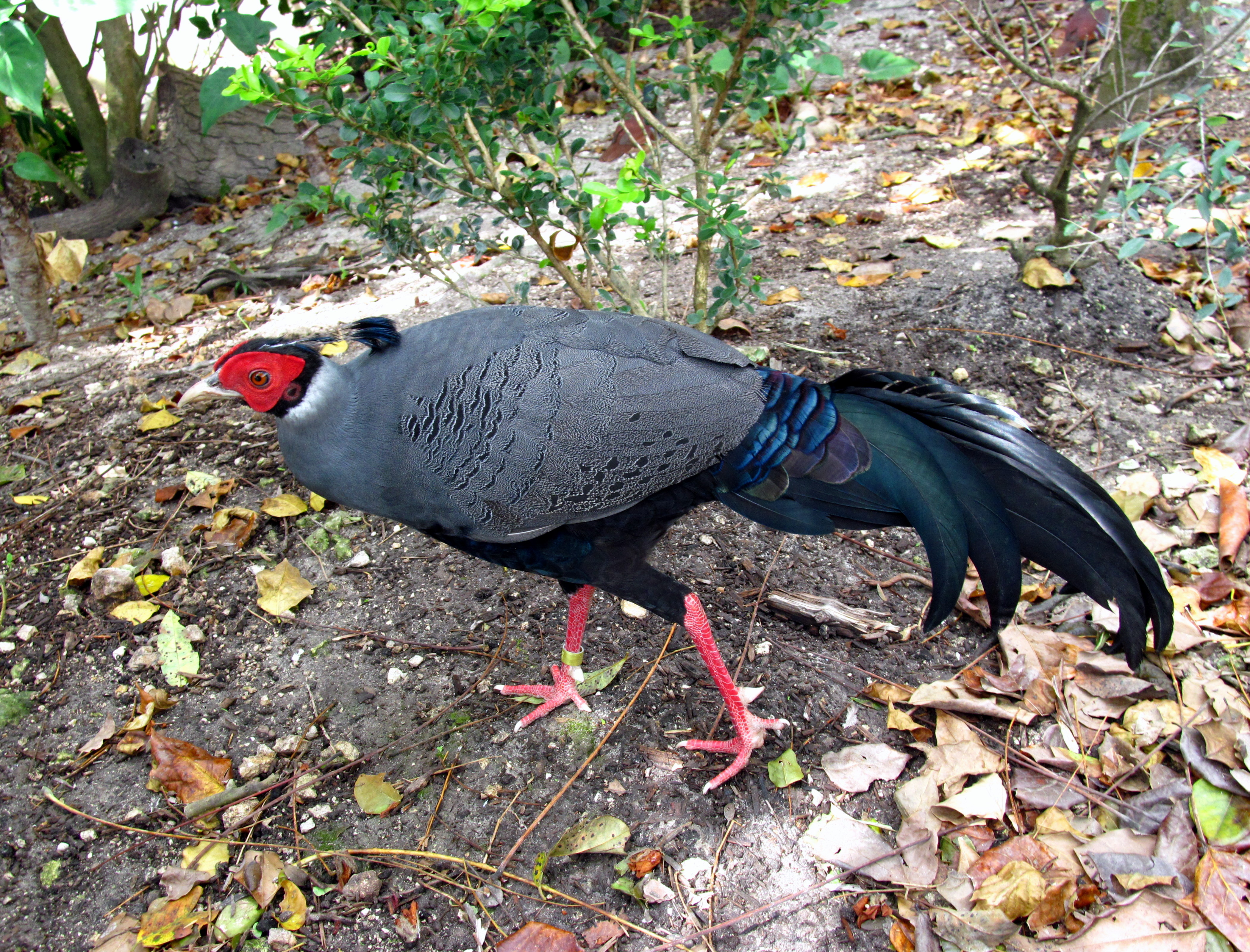
Maschio di fagiano prelato

Il fagiano prelato, fagiano siamese o dorso di fuoco siamese (Lophura diardi (Bonaparte, 1856)) è un uccello della famiglia dei Fasianidi originario del Sud-est asiatico. Il nome scientifico commemora il naturalista francese Pierre-Médard Diard, mentre il termine «prelato» gli venne rispettosamente attribuito in onore agli alti dignitari ecclesiastici.

## Descrizione

### Dimensioni
Il maschio misura 75-85 cm di lunghezza, dei quali 30-40 spettanti alla coda, per un peso di 900-1200 g. La femmina è leggermente più piccola: 55-65 cm di lunghezza, dei quali 20-30 spettanti alla coda, per un peso di 600-900 g.

### Aspetto
In entrambi i sessi la colorazione adulta viene indossata a partire dal primo anno di vita. Sulla testa spicca un lungo pennacchio costituito da piume nero-violacee. Le caruncole facciali sono di colore rosso scarlatto; la gola, la testa e la parte della faccia dietro ai bargigli sono nere. Il petto, il collo e la parte superiore del dorso sono grigi con vermicolature molto sottili. La parte mediana del dorso è di colore giallo sgargiante (il che giustifica il suo nome inglese di fireback). La parte inferiore del dorso è blu metallica con i bordi castani. La coda è lunga e ricurva, con riflessi metallici neri, blu e verdi. Le ali sono grigie con striature bianche e nere. Il ventre e le parti inferiori del corpo sono neri. Il becco è giallo, le zampe e i piedi rossi. Come gli altri membri del genere Lophura, può essere dotato di speroni piuttosto lunghi che usa per difendere la femmina durante la nidificazione.
Pur essendo meno vistosa del maschio, la femmina non manca di alcune caratteristiche distintive che la rendono più attraente rispetto alla maggior parte delle consimili. Il pennacchio sul capo è assente e i bargigli sono più corti, ma altrettanto variopinti. La testa, la gola, il mento e il collo sono di colore grigio-marrone, la parte superiore del dorso e quella alta del petto sono castano brillante. La parte inferiore del dorso, le ali e la coda sono castane e ricoperte da vermicolature bianche e nere. Il becco è grigio scuro, le zampe e i piedi sono rossi.

### Voce
Oltre al fischio, che funge tanto da richiamo di seduzione quanto da segnale di avvertimento per proclamare il possesso di un territorio, i fagiani prelati possono anche produrre un grido di allarme che risuona come pi-you.

## Biologia

### Comportamento
Vivendo in regioni dove le condizioni climatico-ambientali non subiscono quasi nessun cambiamento di temperatura e precipitazioni, i fagiani prelati conducono un'esistenza sedentaria. Quando si alimentano si possono trovare in gruppi che possono variare dalla semplice coppia a grandi raggruppamenti familiari. A quanto pare, sembra che condividano le stesse aree abitate dal gallo bankiva, sebbene prediligano foreste più fitte e più umide. Non sappiamo con esattezza quali siano i predatori del fagiano prelato, ma è molto probabile che questa categoria annoveri una vasta gamma di carnivori, quali felini, mustelidi e rapaci.

### Alimentazione
I fagiani prelati vanno in cerca di cibo nelle fresche ore del mattino o nel tardo pomeriggio, da soli o in piccoli gruppi familiari. Sono piuttosto onnivori e mangiano ogni tipo di frutti e bacche, ma anche insetti, lombrichi e piccoli granchi di terra. In cattività, hanno la reputazione di prediligere prede animali come gli insetti; tuttavia, sono in grado di sopravvivere tranquillamente anche se alimentati con la dieta tipica di un fagiano. In natura, rintracciano gli insetti nelle vicinanze del bestiame o dei bufali selvatici, ma cercano il cibo anche raspando il suolo in prossimità delle foreste.

### Riproduzione

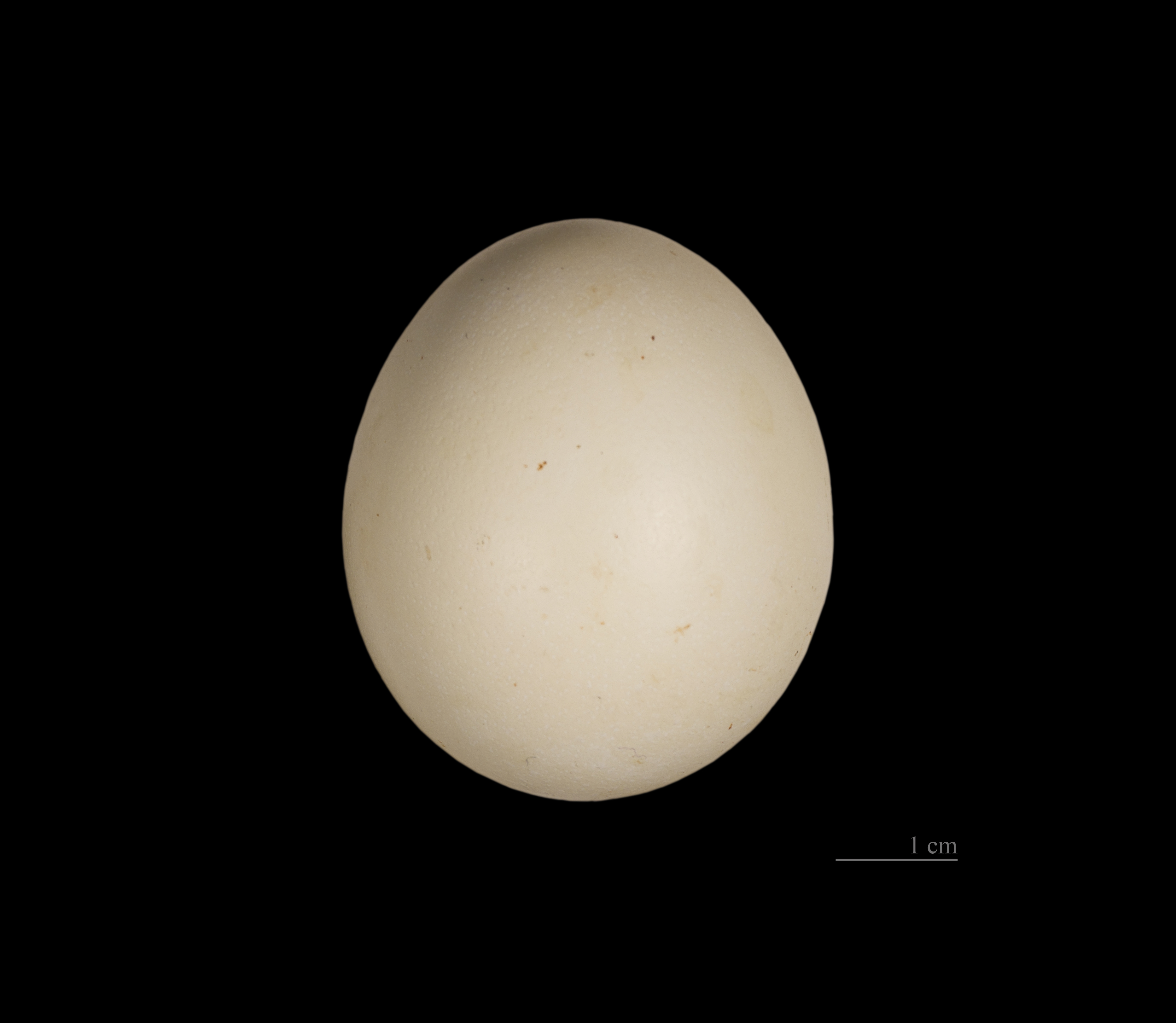
Uovo di fagiano prelato

Come tutti i fagiani del Sud-est asiatico, i fagiani prelati praticano il rituale delle parate nuziali. Allo scopo di sedurre una o più partner, emettono dei fischi e agitano rumorosamente le ali. Tuttavia, è probabile che la parata laterale, durante la quale il maschio mette in mostra i colori sgargianti del groppone, costituisca la fase più importante o più significativa del processo di seduzione. Il periodo di nidificazione va da maggio a luglio. La covata varia da 5 a 8 uova che vengono covate per 24-25 giorni, lo standard per il genere Lophura. I giovani sono resistenti e non necessitano di alcuna protezione contro il sole. I giovani maschi acquisiscono tutti i colori della loro livrea solo all'età di dodici mesi e la loro coda continua a crescere fino a due anni, quando raggiungono l'età riproduttiva. Le femmine, invece, non raggiungono la maturità sessuale fino a quando non hanno tre anni.

## Distribuzione e habitat
La popolazione complessiva, ripartita tra Thailandia, Laos, Cambogia e Vietnam, viene valutata in cerca 10.000 esemplari, ma questa cifra sembra essere leggermente sottostimata, tenuto conto della sua grande tolleranza agli habitat considerevolmente degradati.
Frequenta le foreste sempreverdi, i boschi misti, le macchie di bambù, le foreste secondarie e le boscaglie, spesso nelle vicinanze di strade o di sentieri nella foresta, principalmente nelle pianure o nelle zone di collina al di sotto dei 500 metri di altitudine. Occasionalmente, si può incontrare fino a 800 e forse anche 1150 metri. È minacciato a causa della distruzione dell'habitat, della caccia e del bracconaggio con i lacci.